# 松平忠明
松平忠明（日语：／ Matsudaira Tadaakira，1583年—1644年5月1日），是日本安土桃山時代的武将、战国时代末期、江户时代初期的大名。伊势龟山藩主、摄津大坂藩主、大和郡山藩主、播磨姬路藩初代藩主（奥平松平家初代）。江戶幕府宿老、西國探題。奥平松平家初代。奥平信昌四男、德川家康之外孙，并著有《当代纪》。

## 生平
天正11年（1583年），德川家重臣奥平信昌第四男出生。其母亲为德川家康的女儿龟姬，系家康之外孙，天正16年（1588年）作为德川家康的养子，赐予了德川家康的“松平”姓氏。
文禄元年（1592年）元服，同年其兄松平家治去世，又其继承上野長根7000石。慶長4年（1599年）3月11日、徳川秀忠赐予其名字中的“忠”字，遂改名为松平忠明。慶長5年（1600年）他与父亲一起作为德川军参加了关原之战。慶長7年（1602年）9月、加封三河作手10000石，慶長15年（1610年）7月27日移封伊勢龟山藩5万石。
慶長19年（1614年）大坂冬之陣，由于松平摄津守忠政病逝，其父信昌让忠明带着，没有作战经验的士兵上阵。忠明有效的鼓舞的士气，并取得了相当好的战果，慶長20年（1615年）松平忠明经历了大阪夏之阵，道明寺之战，誉田之战。由于在大阪夏之阵的战功，家康给予了移封摄津大坂藩（10万石）的奖赏。战后重建时，因之前战争导致的运河堵塞，松平忠明对其问题对幕府进行了游说，得到了幕府的称赞，并于元和5年（1619年）移封大和郡山藩12万石，宽永3年（1626年）7月与第3代将軍--德川家光上洛、8月19日得到从四位下—侍从的官职。
宽永16年（1639年）3月3日、加封播磨姫路藩18万石，晚年与井伊直孝同为幕府重臣，对幕府起了重要作用，宽永21年（1644年）3月25日，于江户藩邸内去世，法号：天祥院心严玄鉄大居士，享年62。以后家督为長男松平忠弘继承。

### 经历
- 1583年（天正11年）：出生
- 1592年（文禄元年）：继承家督
- 1615年（元和元年）：大坂夏之陣
- 1644年（宽永21年）：去世（享年62）

## 官职
- 1600年（慶長5年）：从五位下下总守
- 1626年（宽永3年）：从四位下侍从

### 领地
- 1592年（文禄元年）：上野大胡藩（7000石）
- 1602年（慶長7年）：三河作手藩（1万7000石）
- 1610年（慶長15年）：伊勢亀山藩（5万石）
- 1615年（元和元年）：摄津大坂藩（10万石）
- 1619年（元和5年）：大和郡山藩（12万石）（10月）
- 1639年（宽永16年）：播磨姫路藩（18万石）（3月3日）

## 家族
- 父：奥平信昌
- 母：德川家康的長女・龟姫
- 養父：德川家康
- 兄弟：奥平家昌、松平家治（日语：松平家治）、奥平忠政
- 妻子：
  - 正室：織田信包之女
  - 継室：小出吉政之女
  - 側室：三好氏
- 子女
  - 松平忠弘、松平清道
  - 女（鍋島直澄妻子）
  - 女（大久保忠職妻子）
  - 女（京極高供妻子）
  - 女（四条隆術妻子）
  - 女（榊原清照妻子）
  - 女（大沢尚親妻子）